# Castellar (Cuneo)
Castellar – miejscowość i gmina we Włoszech, w regionie Piemont, w prowincji Cuneo.
Według danych na rok 2004 gminę zamieszkuje 247 osób, 82,3 os./km².